# Task Force Takuba
La Task Force Takuba est une force opérationnelle composée principalement d'unités des forces spéciales de plusieurs pays de l'Union européenne. Elle est placée sous commandement français et assiste les forces armées maliennes dans les opérations antiterroristes qu’elles mènent dans le pays. Plus largement, l'action des unités déployées s'inscrit en coordination avec les partenaires du G5 Sahel, de la MINUSMA et d'autres acteurs internationaux dans les conflits armés au Sahel qui oppose les États de la région à plusieurs groupes armés, dont des groupes terroristes internationaux. Elle est dissoute en 2022.

## Historique
Le 27 mars 2020, les gouvernements de la Belgique, de la République tchèque, du Danemark, de l'Estonie, de la France, de l'Allemagne, du Mali, du Niger, des Pays-Bas, de la Norvège, du Portugal, de la Suède et du Royaume-Uni publient une déclaration politique exprimant leur soutien à la création d'un groupe de travail intégré au commandement de l'opération Barkhane (menée par la France au Sahel et au Sahara) et visant à lutter contre les groupes terroristes dans la région du Liptako (une vaste région historique située aux frontières entre le Burkina Faso, le Niger et le Mali). La task force est constituée et prend le nom de Takuba ; signifiant sabre en tamasheq, une langue touarègue ; elle a pour buts de conseiller, assister et former les forces armées maliennes.
Le 17 février 2022, les alliés européens annoncent un retrait coordonné du Mali.
Les raisons officiellement invoquées de ce retrait sont, d'une part, l'engagement non tenu par les autorités maliennes « d'organiser des élections présidentielles et législatives avant le 27 février 2022 », d'autre part le partenariat entre les autorités maliennes et le Groupe Wagner dont la présence dans cette région d'Afrique « coïncide avec les intérêts stratégiques et économiques de la Russie ». Ce partenariat est présenté par Jean-Yves Le Drian comme un obstacle à la Task Force Takuba.
Malgré le retrait, la force Takuba reste active un temps, grâce à des négociations entre la France et le président Mohamed Bazoum, il a été convenu que Takuba sera délocalisée au Niger dans la province de Tillabéri pour lutter principalement contre l'État islamique dans le Grand Sahara.
Le 1er juillet 2022, la France annonce officiellement la fin de la Task Force Takuba au Sahel. Tous les militaires européens ont regagné leurs pays à la date du 30 juin.

## Composition
- Belgique : Plusieurs officiers de liaison
- Danemark : 70 soldats et 2 hélicoptères
- Estonie : 95 soldats et leur matériel
- France : Forces de l'Opération Barkhane de 3 000 à 5 100 hommes.
- Italie : 6 hélicoptères (3 Chinook et 3 Mangusta), 200 hommes et une unité de soutien médical
- Pays-Bas : Plusieurs officiers de liaison
- Portugal : Plusieurs officiers de liaison
- Roumanie : 45 soldats et leur matériel[9]
- Suède : 150 hommes et 3 hélicoptères (Retrait en 2022)
- Tchéquie : 60 soldats
- Hongrie : environ 80 soldats[10]